# دوري أبطال إفريقيا للسيدات 2022
كان دوري أبطال إفريقيا للسيدات 2022 النسخة الثانية من البطولة الإفريقية السنوية كرة القدم النسائية للأندية التي ينظمها الاتحاد الإفريقي لكرة القدم (CAF) التي أقيمت في المغرب من 30 أكتوبر إلى 13 نوفمبر 2022.
ماميلودي صن داونز كانوا الأبطال المدافعين بعد أن توجوا بلقب النسخة الأولى، ولكن تم إقصاؤهم بعد الخسارة 0–4 أمام نادي الجيش الملكي في النهائي. مع اللقب الأول، تأهل نادي الجيش الملكي تلقائيًا لمرحلة المجموعات في نسخة 2023.

## الفرق المتأهلة
تألفت التصفيات من 6 بطولات تأهيلية من الاتحادات الفرعية التي جرت من 7 أغسطس إلى 16 سبتمبر 2022 حيث كان لكل اتحاد ممثل. كمدافعين عن اللقب، تأهل ماميلودي صن داونز تلقائيًا لمرحلة المجموعات من هذه النسخة من البطولة، رغم خسارتهم بركلات الترجيح في نهائي بطولة التأهيل الخاصة بهم.
| الاتحاد      | الفريق                  | طريقة التأهل                                         | المشاركة |
| ------------ | ----------------------- | ---------------------------------------------------- | -------- |
| المغرب       | الجيش الملكي (المضيفون) | أبطال بطولة المغرب 2021–22                           | الثانية  |
| جنوب إفريقيا | ماميلودي صن داونز       | حاملوا اللقب (أبطال دوري أبطال أفريقيا للسيدات 2021) | الثانية  |
| زامبيا       | غرين بافلو              | أبطال تصفيات كوسافا CAF WCL 2022                     | الأولى   |
| مصر          | وادي دجلة               | أبطال تصفيات أوناف CAF WCL 2022                      | الثانية  |
| ليبيريا      | ديتيرمين غيرلز          | أبطال تصفيات وافو منطقة A CAF WCL 2022               | الأولى   |
| تنزانيا      | سيمبا كوينز             | أبطال تصفيات سيكافا CAF WCL 2022                     | الأولى   |
| نيجيريا      | بايلسا كوينز            | أبطال تصفيات وافو منطقة B CAF WCL 2022               | الأولى   |
| DR Congo     | تي بي مازيمبي           | أبطال تصفيات يوني فاك CAF WCL 2022                   | الأولى   |

## القرعة
أُجريت قرعة هذه النسخة من البطولة في مركز محمد السادس التقني في الرباط، المغرب يوم 9 سبتمبر 2022 في الساعة 11:30 CET (10:30 UTC). تم توزيع الفرق الـ7 المؤكدة بالإضافة إلى بطل اتحاد وسط إفريقيا لكرة القدم غير المعروف وقت إجراء القرعة، على مجموعتين مكونتين من أربعة فرق. بوصفه مستضيفاً لمنافسات النوادي، تم تخصيص AS FAR إلى الموقع A1.

## الملاعب
في 16 أكتوبر 2022، أشار الاتحاد الأفريقي لكرة القدم إلى أن هذه النسخة من البطولة ستقام في الرباط ومراكش.
|                                                      | الرباط                               | الرباط           | مراكش            |
| ---------------------------------------------------- | ------------------------------------ | ---------------- | ---------------- |
| الرباط مراكشدوري أبطال إفريقيا للسيدات 2022 (المغرب) | المجمع الرياضي الأمير مولاي عبد الله | ملعب مولاي الحسن | ملعب مراكش       |
| الرباط مراكشدوري أبطال إفريقيا للسيدات 2022 (المغرب) | Capacity: 45،800                     | Capacity: 12،000 | Capacity: 45،240 |
| الرباط مراكشدوري أبطال إفريقيا للسيدات 2022 (المغرب) |                                      |                  |                  |

## مسؤولو المباراة
الحكام 
- سوفيز إيراتونغا
- زومادري كوري
- شاهندة المغربي
- فاطمة العجياني
- أنتسينو توانياينيكوا
- نديدي باتينس مادو
- مامي فاي
- أخونا ماكاليما
- فينسنتينا أميدومي
- شاميرا نبادا

الحكام المساعدون
- أسماء وهاب
- نفيسة يكيني
- كارين أتيزامبونغ
- ميراي موجاناي
- بيلاجي راكوتوزافينورو
- برناديتار كويمبيرا
- فانتا كوني
- مريم شاداد
- إحسان نوالي
- كريمة خضيري
- هدى أفين
- ديانا شيكوتيشا

مساعدو الحكم بالفيديو
- أحمد الغندور
- دانيال ني آي لاريا
- داهاني بيدا
- امتياز هيرلال
- سمير جيزاز
- زكريا برينديزي
- هيثم قيراط

## دور المجموعات
مواعيد انطلاق مباريات دور المجموعات هي في توقيت غرب إفريقيا (WAT) (ت ع م+01:00).

### كسر التعادل
تم تصنيف الفرق وفقًا لالنقاط (3 نقاط للفوز، 1 نقطة للتعادل، 0 نقطة للخسارة).
إذا كان فريقان متعادلين في النقاط، تم تطبيق معايير كسر التعادل التالية، بالترتيب المذكور، لتحديد التصنيفات (اللائحة المادة 71):
1. النقاط في مباريات المواجهات المباشرة بين الفريقين المتعادلين؛
2. فارق الأهداف في جميع مباريات المجموعة؛
3. الأهداف المسجلة في جميع مباريات المجموعة؛
4. سحب القرعة.

إذا كانت أكثر من فريقين متعادلين، يتم تطبيق المعايير التالية بدلاً من ذلك:
1. النقاط في المباريات بين الفرق المتعادلة؛
2. فارق الأهداف في المباريات بين الفرق المتعادلة؛
3. الأهداف المسجلة في المباريات بين الفرق المتعادلة؛
4. إذا كانت بعد تطبيق جميع المعايير أعلاه، لا يزال هناك فريقين متعادلين، يتم مرة أخرى تطبيق المعايير أعلاه على المباريات التي لعبت بين الفريقين المعنيين. إذا لم تحل هذه المسألة، يتم تطبيق المعايير الثلاثة التالية؛
5. فارق الأهداف في جميع مباريات المجموعة؛
6. الأهداف المسجلة في جميع مباريات المجموعة؛
7. سحب القرعة.

### المجموعة أ
| غرين بوفالوز                                                 | 4–0           | ديتيرمين غيرلز |
| ------------------------------------------------------------ | ------------- | -------------- |
| - M. تشيلينغا 8' - N. نانيانغوي 30' - تشاندا 31' - لونغو 58' | تقرير (مؤرشف) |                |

| الجيش الملكي | 1–0   | سيمبا كوينز |
| ------------ | ----- | ----------- |
| الجريدي 67'  | تقرير |             |

| ديتيرمين غيرلز | 0–2           | سيمبا كوينز                              |
| -------------- | ------------- | ---------------------------------------- |
|                | تقرير (مؤرشف) | - كليمنت 53' - B. أولايا 80' (ركلة جزاء) |

| الجيش الملكي                            | 2–1           | غرين بوفالوز |
| --------------------------------------- | ------------- | ------------ |
| تكناوت 30' (ركلة جزاء)، 62' (ركلة جزاء) | تقرير (مؤرشف) | لونغو 19'    |

| ديتيرمين غيرلز | 0–2 | الجيش الملكي                  |
| -------------- | --- | ----------------------------- |
|                |     | - O. هاركوش 47' - الجريدي 78' |

| سيمبا كوينز                | 2–0 | غرين بوفالوز |
| -------------------------- | --- | ------------ |
| - دجافاري 64' - كليمنت 79' |     |              |

### المجموعة ب
| ماميلودي صن داونز      | 2–1               | بايلسا كوينز    |
| ---------------------- | ----------------- | --------------- |
| ليلونا داويتي 32'، 58' | Report (archived) | م.-م. أنجور 81' |

| وادي دجلة | 0–1               | تي بي مازيمبي |
| --------- | ----------------- | ------------- |
|           | Report (archived) | كانجينجا 7'   |

| ماميلودي صن داونز                                                | 5–0   | وادي دجلة |
| ---------------------------------------------------------------- | ----- | --------- |
| - ليلونا داويتي 10' - كغادييتي 25' - مباني 60'، 76' - رابالي 65' | تقرير |           |

| تي بي مازيمبي | 0–2   | بايلسا كوينز                                 |
| ------------- | ----- | -------------------------------------------- |
|               | تقرير | - أو. جوزيف 4' (ركلة جزاء) - جي. تشينيري 24' |

| تي بي مازيمبي | 0–4   | ماميلودي صن داونز                                                                 |
| ------------- | ----- | --------------------------------------------------------------------------------- |
|               | تقرير | - زانيل نلابو 19' (ركلة جزاء) - ليلونا داويتي 40' - كغادييتي 49' - جي. كيكانا 90' |

| بايلسا كوينز                         | 3–0   | وادي دجلة |
| ------------------------------------ | ----- | --------- |
| - جي. ساندي 8' - ما. إيتيمي 49'، 54' | تقرير |           |

## المرحلة النهائية
|  | نصف النهائي        | نصف النهائي       |                    |   | النهائي | النهائي |
|  |                    |                   |                    |   |         |         |
|  | 9 نوفمبر – الرباط  |                   |                    |   |         |         |
|  |                    |                   |                    |   |         |         |
|  | الجيش الملكي       | 1                 |                    |   |         |         |
|  | الجيش الملكي       | 1                 | 13 نوفمبر – الرباط |   |         |         |
|  | بايلسا كوينز       | 0                 |                    |   |         |         |
|  | بايلسا كوينز       | 0                 | الجيش الملكي       | 4 |         |         |
|  | 9 نوفمبر – الرباط  |                   | الجيش الملكي       | 4 |         |         |
|  |                    | ماميلودي صن داونز | 0                  |   |         |         |
|  | ماميلودي صن داونز  | ماميلودي صن داونز | 0                  | 1 |         |         |
|  | ماميلودي صن داونز  |                   |                    | 1 |         |         |
|  | سيمبا كوينز        | 0                 |                    |   |         |         |
|  | سيمبا كوينز        | 0                 | المركز الثالث      |   |         |         |
|  |                    |                   |                    |   |         |         |
|  | 12 نوفمبر – الرباط |                   |                    |   |         |         |
|  |                    |                   |                    |   |         |         |
|  | بايلسا كوينز       | 1                 |                    |   |         |         |
|  | بايلسا كوينز       | 1                 |                    |   |         |         |
|  | سيمبا كوينز        | 0                 |                    |   |         |         |

### نصف النهائي
| ماميلودي صن داونز | 1–0   | سيمبا كوينز |
| ----------------- | ----- | ----------- |
| رابالي 76'        | تقرير |             |

| نادي الجيش الملكي | 1–0   | بايلسا كوينز |
| ----------------- | ----- | ------------ |
| الجريدي 27'       | تقرير |              |

### مباراة تحديد المركز الثالث
| بايلسا كوينز | 1–0   | سيمبا كوينز |
| ------------ | ----- | ----------- |
| ج. صنداي 70' | تقرير |             |

### النهائي
| الجيش الملكي                                       | 4–0   | ماميلودي صن داونز |
| -------------------------------------------------- | ----- | ----------------- |
| - تكناوت 15' (ركلة جزاء) - الجريدي 54'، 87'، 90+2' | تقرير |                   |

## الإحصائيات

### أفضل الهدافين
هذه قائمة بأفضل عشرة هدافات في المرحلة الرئيسية من هذه النسخة من البطولة:
| Rank | Player               | Team              | Goals |
| ---- | -------------------- | ----------------- | ----- |
| 1    | ابتسام الجريدي       | نادي الجيش الملكي | 6     |
| 2    | ليونا داويتي         | ماميلودي صن داونز | 4     |
| 3    | فاطمة الزهراء تكناوت | نادي الجيش الملكي | 3     |
| 4    | ميرسي إتيمي          | بايلسا كوينز      | 2     |
| 4    | جولييت صنداي         | بايلسا كوينز      | 2     |
| 4    | ميليندا كجاديتي      | ماميلودي صن داونز | 2     |
| 4    | بامباناني مباني      | ماميلودي صن داونز | 2     |
| 4    | بويتوميلو رابالي     | ماميلودي صن داونز | 2     |
| 4    | أوبا كليمنت          | سيمبا كوينز       | 2     |
| 4    | إيرين لونجو          | جرين بافالووز     | 2     |
| 11   | ميرفيل كنجينجا       | تي بي مازيمبي     | 1     |
| 11   | أميمة حركوش          | نادي الجيش الملكي | 1     |
| 11   | ماري ماغدالين أنجور  | بايلسا كوينز      | 1     |
| 11   | جريس تشينيري         | بايلسا كوينز      | 1     |
| 11   | أوغوما جوزيف         | بايلسا كوينز      | 1     |
| 11   | جابونيلوي كيكانا     | ماميلودي صن داونز | 1     |
| 11   | زانيلي نهلابو        | ماميلودي صن داونز | 1     |
| 11   | آشا جعفاري           | سيمبا كوينز       | 1     |
| 11   | باراكات أولايا       | سيمبا كوينز       | 1     |
| 11   | هيلين تشاندا         | جرين بافالووز     | 1     |
| 11   | ماويتا شيلينجا       | جرين بافالووز     | 1     |
| 11   | ناتاشا نانيانجوي     | جرين بافالووز     | 1     |

## الترتيب النهائي
حسب العرف الإحصائي في كرة القدم، تُحسب المباريات التي تُحسم في الوقت الإضافي كفوز وخسارة، بينما تُحسب المباريات التي تُحسم بواسطة ركلات الجزاء الترجيحية كتعادل.
| مركز                    | فريق              | لعب | ف | ت | خ | نقاط | أ.له | أ.ع | ف.أ |
| ----------------------- | ----------------- | --- | - | - | - | ---- | ---- | --- | --- |
| 1                       | AS FAR            | 5   | 5 | 0 | 0 | 15   | 10   | 1   | +9  |
| 2                       | ماميلودي صن داونز | 5   | 4 | 0 | 1 | 12   | 12   | 5   | +7  |
| 3                       | بايلسا كوينز      | 5   | 3 | 0 | 2 | 9    | 7    | 3   | +4  |
| 4                       | سيمبا كوينز       | 5   | 2 | 0 | 3 | 6    | 4    | 3   | +1  |
| أُقصي في مرحلة المجموعات |                   |     |   |   |   |      |      |     |     |
| 5                       | غرين بوفالوز      | 3   | 1 | 0 | 2 | 3    | 5    | 4   | +1  |
| 6                       | تي بي مازيمبي     | 3   | 1 | 0 | 2 | 3    | 1    | 6   | -5  |
| 7                       | ديتيرمين جيرلز    | 3   | 0 | 0 | 3 | 0    | 0    | 8   | -8  |
| 8                       | وادي دجلة         | 3   | 0 | 0 | 3 | 0    | 0    | 9   | -9  |

## الجوائز
اختارت مجموعة الدراسة الفنية لدوري أبطال أفريقيا للسيدات ما يلي كأفضل ما في البطولة.
| الجائزة           | اللاعبة              | الفريق       |
| ----------------- | -------------------- | ------------ |
| أفضل لاعبة        | فاطمة الزهراء تكناوت | جيش الملكي   |
| الهدافة           | ابتسام الجريدي       | جيش الملكي   |
| أفضل حارسة مرمى   | خديجة الرميشي        | جيش الملكي   |
| فريق اللعب النظيف | بايلسا كوينز         | بايلسا كوينز |

## روابط خارجية
الموقع الرسمي
 (archived)